# Radlin (Schlesien)
Radlin (udtale: [ˈradlʲin])  er en by i den   sydvestlige  del af  voivodskabet Schlesien i  det sydlige Polen, tæt på grænsen til Tjekkiet. Byen   har 17.206(2021) indbyggere og et areal på 12,53 km², og er en del af powiatet Wodzisław.

## Historie
Første omtale af bosættelsen Biertułtowy (som nu udgør centrum af Radlin) er fra 1305, som Bertholdi villa. Selve navnet Radlin kommer sandsynligvis fra det polske ord radło, som betyder ard (plov). I det 19. århundrede var Radlin en af de største landsbyer i Powiat Rybnik i Kongeriget Preussen. Ligesom andre steder i Øvre Schlesien voksede den i det 19. århundrede, da flere virksomheder blev åbnet dér f.eks. Kulminen Marcel og Koksfabrikken Radlin. I 1922, efter de Schlesiske opstande, blev den en del af Polen.